# Pouzac
Pouzac település Franciaországban, Hautes-Pyrénées megyében. Lakosainak száma 1108 fő (2022. január 1.). Pouzac Ordizan, Bagnères-de-Bigorre, Hauban, Labassère és Trébons községekkel határos.

## Népesség
A település népességének változása:
| Lakosok száma | 1119 | 1107 | 1135 | 1112 | 1114 | 1115 | 1110 | 1105 | 1108 |
|               | 2013 | 2015 | 2016 | 2017 | 2018 | 2019 | 2020 | 2021 | 2022 |